# Siemens-Siedlung

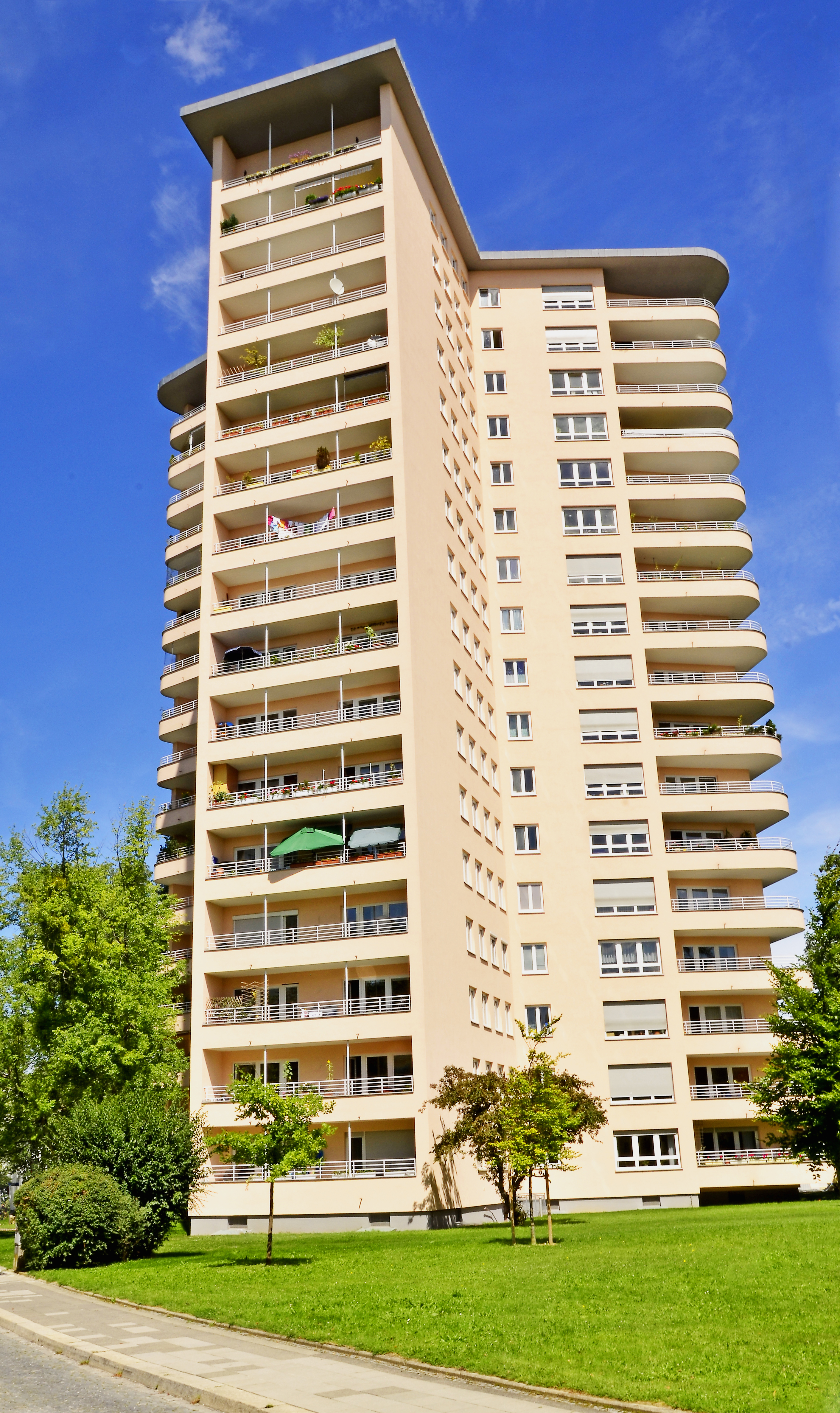
Sternhaus Schuckertstraße 14

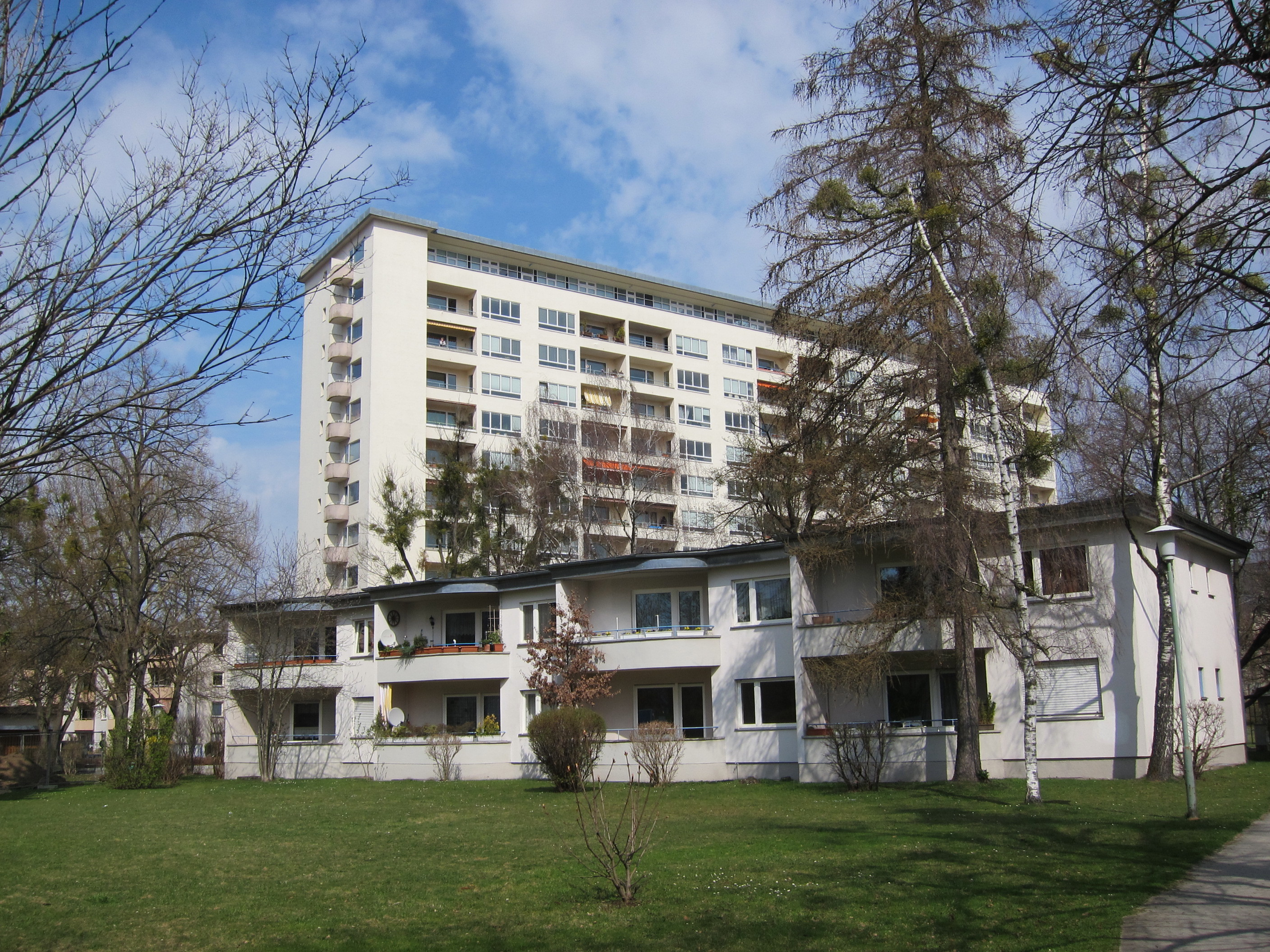
Schuckertstraße 10 bis 12, im Hintergrund Hochhaus Leo-Graetz-Straße 3 bis 7

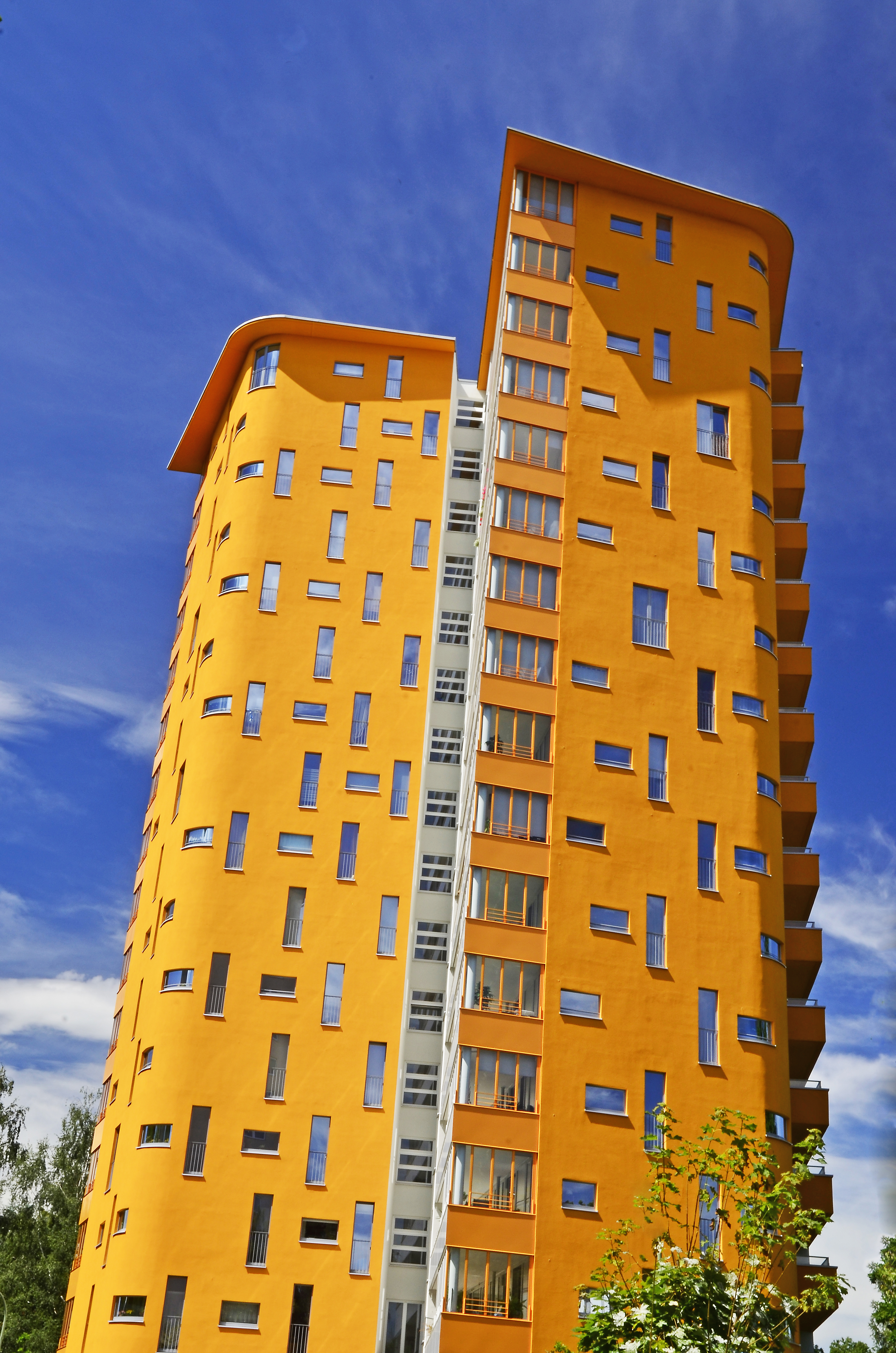
Sternhaus III, Leo-Graetz-Straße 16 (Baujahr 2006/07)

Die Siemens-Siedlung ist eine Wohnsiedlung in München. Sie ist als Baudenkmal in die Bayerische Denkmalliste eingetragen.

## Lage
Die Siedlung liegt im Münchener Stadtteil Obersendling im Stadtbezirk 19. Im Süden grenzt die Siedlung an die Boschetsrieder Straße, im Norden an den Südpark.

## Geschichte
Die Siedlung wurde Anfang der 1950er Jahre von dem Kölner Architekten Emil Freymuth als Wohnsiedlung für Angehörige der Firma Siemens geplant und ab 1952 sukzessive bezugsfertig. In Süddeutschland war die Siemens-Siedlung die erste Wohnsiedlung mit Hochhäusern.
Bis Mitte 2008 wurde die Siedlung nach energetischen und denkmalschützerischen Gesichtspunkten saniert, die Planung und Ausführung wurde vielfach mit Preisen der Bau- und Wohnungswirtschaft ausgezeichnet. Anfang 2009 verkaufte Siemens seinen gesamten Wohnungsbestand, darunter auch die Siemens-Siedlung in München-Obersendling, an ein Konsortium, bestehend aus der Wohnbau GmbH (Bonn), der GBW Gruppe (München) und der Volkswohnung GmbH (Karlsruhe).

## Beschreibung
Markanteste Bauwerke sind zwei 17-stöckige Hochhäuser, die „Sternhäuser“ genannt werden, da drei Gebäudeflügel sternförmig von einem Mittelteil abzweigen. Insgesamt wurden 13 Gebäude mit zusammen 528 Wohnungen errichtet. Neben den Sternhochhäusern gibt es Gebäude unterschiedlicher Bauhöhen, darunter zweigeschossige Reihenhäuser und ein zwölfgeschossiges Wohnhaus in Scheibenform. Eine Ladenzeile grenzt das Quartier, das ansonsten frei vom Durchgangsverkehr ist, von der verkehrsreichen Boschetsrieder Straße ab. Neben der Ausstattung mit Müllschluckern und Gegensprechanlagen war neuartig, dass alle Wohnungen einen Balkon oder eine Loggia hatten. Bei der Anlage wurde darauf geachtet, dass bei möglichst vielen Wohnungen die Schlafräume gegen Osten oder Norden, die Wohnräume dagegen nach Süden oder Westen ausgerichtet waren.
Vor dem scheibenförmigen Wohnhochhaus steht seit 1955 die Bronzeplastik „Der Schauende“ von Joachim Berthold.
Ein ursprünglich zwar geplantes, dann aber nicht gebautes drittes Sternhaus entstand 2005/2006 an der Leo-Graetz-Straße 16. Seine Gestaltung lehnt sich an die der beiden Wohntürme aus den 1950er Jahren an, zeigt jedoch unverkennbar die Handschrift des planenden Büros Otto Steidle. Dieses dritte Sternhaus erhielt den Preis für Stadtbildpflege der Stadt München 2008.